# Rei Ami
Rei Ami (* 25. Mai 1995 in Seoul, Südkorea als Sarah Yeeun Lee) ist eine südkoreanisch-amerikanische Sängerin, Rapperin und Songwriterin.

## Biographie
Rei Ami wurde in Seoul, Südkorea, geboren. Sie hat eine ältere Schwester. Im Alter von sechs Jahren übersiedelte die Familie in die USA. Bis 2021 lebte die Künstlerin in Maryland. Inzwischen ist Rei Ami in Los Angeles wohnhaft. Sie studierte Kommunikationswissenschaften an der University of Maryland und arbeitete in diesem Zeitraum als Praktikantin bei Live Nation, wo sie ihren damaligen Mitstudenten und späteren Manager Brandon Kraut während eines Konzertes von Big Sean kennenlernte.
Rei wuchs in einem streng christlich-religiös geprägten Haushalt auf. In einem Interview aus dem Jahr 2020 beschreibt sie die ablehnende Haltung ihrer Eltern gegenüber nicht-christlicher Musik, die bis heute andauere, trotz des Rückhaltes, den sie heute von zuhause erfuhr.
Im Alter von 19 Jahren begann die Künstlerin, Songs zu schreiben. 2019 veröffentlichte sie ihren ersten Titel Make it Mine auf ihren YouTube-Kanal, den sie seit 2018 betreibt. Ihr bislang größter Erfolg war die Single Snowcone, die zwischenzeitlich mehr als acht Millionen Mal auf YouTube abgerufen wurde. Die Kosten für die Produktion betrugen laut Eigenaussage knapp 50 USD. Die Sängerin ist bei Visionary Records unter Vertrag.
Auf Freak, einem Lied des US-amerikanischen Sängers Sub Urban, das im März 2020 veröffentlicht wurde, ist Rei Ami als Gastsängerin zu hören. Das Lied erreichte Platz 28 in den US-amerikanischen Alternative-Airplay-Charts. Das dazugehörige Video wurde auf Youtube über 250 Millionen Mal angeschaut (Stand: 28. Mai 2023).
Die Single Mac and Cheese erschien am 25. September 2020. Im Jahr 2021 erschien ihr erstes Album unter dem Titel Foil. Im Oktober 2020 trat Ami bei einer Modeschau von Rihannas Unternehmen Fenty Beauty auf. Im Jahr 2022 veröffentlichte die russische Punkband Pussy Riot das Lied Plaything, in dem Rei Ami als Gastsängerin zu hören ist.
2025 war sie die Gesangsstimme von Zoey, Teil des Frauentrios Huntr/x im Animationsfilm KPop Demon Hunters. Die Netflix-Produktion wurde ein internationaler Erfolg und verhalf ihr in ihrer Rolle zum Einstieg in viele Charts weltweit.

## Künstlername und Musik
Reis bürgerlicher Name ist Sarah Yeeun Lee. Laut eigener Aussage stammt das Pseudonym von Rei Hino alias Sailor Mars und Ami Mizuno alias Sailor Mercury, zwei Protagonistinnen aus dem Manga Sailor Moon von Naoko Takeuchi.
Rei Ami begann während ihrer Zeit am College erstmals eigene Lieder zu schreiben. Ihre Musik erstreckt sich von Alternative über Pop bis hin zu Rap. Sie bezeichnet Sängerinnen wie Rihanna, Mariah Carey und Lauryn Hill sowie die Gruppe Destiny’s Child als wichtige musikalische Einflüsse.

## Diskografie

### Alben
- 2021: Foil (Visionary Records)[15]

### Singles
- 2019: Make It Mine
- 2019: Snowcone
- 2019: Dictator
- 2020: Runaway
- 2020: Bye
- 2020: Freak (feat. Sun Urban)
- 2020: Mac & Cheese
- 2021: Do It Right (feat. Aminé)
- 2021: That’s on You!
- 2021: F.R.A.
- 2021: Ricky Bobby
- 2021: Hot One (feat. Leyla Blue, Baby Tate)
- 2022: Plaything (feat. Pussy Riot, Kito)